# Wutach
Wutach är en kommun och ort i Landkreis Waldshut i regionen Schwarzwald-Baar-Heuberg i Regierungsbezirk Freiburg i förbundslandet Baden-Württemberg i Tyskland. 
Kommunen bildades 1 januari 1975 genom en sammanslagning av kommunerna Ewattingen, Lembach och Münchingen.
Kommunen ingår i kommunalförbundet Bonndorf im Schwarzwald tillsammans med staden Bonndorf im Schwarzwald.